# Condé-sur-Noireau
Condé-sur-Noireau is een plaats en voormalige gemeente in het Franse departement Calvados in de regio Normandië en telt 5820 inwoners (1999).
Op 1 januari 2016 is de plaats met de gemeenten La Chapelle-Engerbold, Lénault, Proussy, Saint-Germain-du-Crioult en Saint-Pierre-la-Vieille gefuseerd tot de huidige gemeente Condé-en-Normandie, waarvan Condé-sur-Noireau de hoofdplaats werd. Deze gemeente maakt deel uit van het arrondissement Vire.

## Geografie
De oppervlakte van Condé-sur-Noireau bedraagt 12,5 km², de bevolkingsdichtheid is 465,6 inwoners per km².
De onderstaande kaart toont de ligging van Condé-sur-Noireau met de belangrijkste infrastructuur en aangrenzende gemeenten.

## Demografie
Onderstaande figuur toont het verloop van het inwonertal (bron: INSEE-tellingen).
Vanwege een beveiligingsprobleem met de MediaWiki Graph-software is het momenteel niet mogelijk deze grafiek weer te geven. Zodra de software is bijgewerkt zal de grafiek vanzelf weer zichtbaar worden.

## Geboren
- Jules Dumont d'Urville (1790-1842), zeevaarder, ontdekkingsreiziger in de Stille Oceaan